# Mikolt
A Mikolt bizonytalan  eredetű régi magyar női név. Kézai Simon Gestájában ezt a nevet viseli Attila hun király felesége, akit más források Ildikónak hívnak. A név valószínűleg  Kézai alkotása.  Lehetséges eredete a bibliai Mikál (jelentése: ki olyan, mint Isten) vagy a germán Nikola. Létezik Mikold írásmódú változata is.

## Gyakorisága
Az 1990-es években szórványos név, a 2000-es években nem szerepel a 100 leggyakoribb női név között.

## Névnapok
- szeptember 10.[2]
- szeptember 25.[2]
- december 6.[2]

## Híres Mikoltok, Mikoldok
- Gyuricza Mikolt brazíliai születésű magyar színművész[5][6]
- Kapcza Mikolt erdélyi magyar ügyvéd
- Darabont Mikold magyar színművész[7]